# Orbelín Pineda
Artikeln följer den spanska namnseden; faderns efternamn är Pineda och moderns efternamn Alvarado.
Orbelín Pineda Alvarado, född 24 mars 1996, är en mexikansk fotbollsspelare som spelar för AEK Aten. Han spelar även för Mexikos landslag.

## Landslagskarriär
Pineda debuterade för Mexikos landslag den 6 september 2016 i en mållös match mot Honduras.